# Lettische Eishockeyliga 2000/01
Die Saison 2000/01 war die zehnte Spielzeit der lettischen Eishockeyliga, der höchsten lettischen Eishockeyspielklasse. Meister wurde zum ersten Mal in der Vereinsgeschichte überhaupt der HK Riga 2000.

## Modus
In der Hauptrunde absolvierten die sieben Mannschaften jeweils 24 Spiele. Der Erstplatzierte der Hauptrunde wurde Meister. Für einen Sieg erhielt jede Mannschaft zwei Punkte, bei einem Unentschieden gab es einen Punkt und bei einer Niederlage null Punkte.

## Hauptrunde

### Tabelle
|    | Klub                        | Sp | S  | U | N  | Tore    | Punkte |
| -- | --------------------------- | -- | -- | - | -- | ------- | ------ |
| 1. | HK Riga 2000                | 24 | 22 | 1 | 1  | 200:044 | 45     |
| 2. | HK Liepājas Metalurgs       | 24 | 19 | 2 | 3  | 181:046 | 40     |
| 3. | HK Lido Nafta Riga          | 24 | 13 | 3 | 8  | 139:091 | 29     |
| 4. | HK Vilki Riga               | 24 | 13 | 1 | 10 | 129:077 | 27     |
| 5. | LB Prizma Riga              | 24 | 8  | 1 | 15 | 096:153 | 17     |
| 6. | Kandava Daugavpils          | 24 | 2  | 2 | 20 | 069:245 | 6      |
| 7. | Stalkers/Juniors Daugavpils | 24 | 1  | 2 | 21 | 048:206 | 4      |

Sp = Spiele, S = Siege, U = unentschieden, N = Niederlagen, OTS = Overtime-Siege, OTN = Overtime-Niederlage, SOS = Penalty-Siege, SON = Penalty-Niederlage